# Pseudopanthera ennomosaria
Pseudopanthera ennomosaria là một loài bướm đêm trong họ Geometridae.